# Mauguio
Mauguio è un comune francese di 16 596 abitanti situato nel dipartimento dell'Hérault nella regione dell'Occitania.

## Storia

### Simboli
Nell'Armorial Général de France del 1696, è registrato uno stemma di rosso, alla croce d'argento, accantonata da quattro bisanti dello stesso.

## Società

### Evoluzione demografica
Abitanti censiti